# Euproctis intensa
Euproctis intensa är en fjärilsart som beskrevs av Butler 1877. Euproctis intensa ingår i släktet Euproctis och familjen tofsspinnare. Inga underarter finns listade i Catalogue of Life.